# طاش ما طاش
طاش ما طاش هو مسلسل تلفزيوني رمضاني كوميدي سعودي من بطولة عبدالله السدحان  وناصر القصبي . بدأ إنتاجه عام 1992، وعرض في 22 فبراير 1993 الموافق رمضان سنة 1413 هـ، شارك فيه العديد من الممثلين السعوديين والعرب، ويعتبر من أنجح الأعمال التلفزيونية في السعودية والعالم العربي. وقد طلبت مكتبة الكونغرس الأمريكية بعض أجزاء العمل لوضعه في أرشيف المكتبة.

## اسم المسلسل
وأخذ اسم المسلسل طاش ما طاش من لعبة ودية تؤخذ فيها قارورة المشروب الغازي المصنوع من الزجاج فيقوم أحدهم بخضها عدة خضات ليقول لخصمه «طاش أو ما طاش» أي عند فتح القارورة هل تفور ويخرج ما فيها من مشروب خارج القارورة (طاش) أم لا (ما طاش)، فيختار الخصم أحداها فتفتح القارورة والفائز من يصح قوله، وهي لعبة حماسية قد يشترك فيها مجموعة من الأشخاص والكل منهم يدلي برأيه في ذلك.

## تاريخ المسلسل
بدأت فكرة المسلسل من خلال الفنانين عبد الله السدحان وناصر القصبي، والمخرج عامر الحمود. بعد أول موسمين انفصل الثلاثي ليكون الثنائي عبد الله السدحان وناصر القصبي بالتعاون مع المخرج عبد الخالق الغانم. واستمر العمل يعرض على القناة السعودية الأولى من الجزء الأول إلى الجزء الثالث عشر عام 2005 ثم انتقل بشكل نهائي إلى MBC منذ عام 2006 في الجزء الرابع عشر إلى الجزء الثامن عشر عام 2011.
وعُرض الجزء التاسع عشر من المسلسل باسم (طاش العودة) في رمضان 2023 على قناة MBC برعاية الهيئة العامة للترفيه بعد توقف المسلسل لأكثر من عشر سنوات.
يحاول المسلسل معالجة قضايا المجتمع السعودي بإطار كوميدي ساخر. فلكل حلقة قصة؛ وعادة ما يفتح الفنانان ناصر وعبد الله الباب للجميع بإرسال قصص أو كتابات ويقوم فريق العمل بمعالجتها درامياً.

## قضية الاسم مع عامر الحمود
عندما بدأ فريق طاش ما طاش العمل لإعداد الجزء الثالث وصرحوا للصحف أنهم قاموا باستبدال المخرج عامر الحمود بالمخرج عبد الخالق الغانم، ونفى هو ذلك وبيّن أنه اعتذر ولم يستبدل. وبعد الأنفصال بين المخرج عامر الحمود والممثلين عبد الله السدحان وناصر القصبي، تفجر خلاف بينهم على ملكية اسم المسلسل طاش ما طاش. وفي عام 2006 قام المخرج عامر الحمود بإنتاج وإخراج مسلسل تحت اسم طاش ما طاش الأصلي, ليعلن بذلك أنه المالك الحقيقي للاسم.
وفي 2010 صدر قرار من لجنة النظر في مخالفات نظام حقوق المؤلف، ذكرت أن العمل ومنذ الجزء الثالث، أصبح يتم لحساب التلفزيون السعودي وبناءً على طلبه ولحسابه وأن اسم المسلسل ليس اسماً مبتكراً من قِبل المدعي عامر الحمود، وشمل القرار إلزام المدعى عليهما ناصر القصبي وعبد الله السدحان بدفع مبلغ 1.300.000 ريال تعويضاً للحق الخاص لصالح المدعي عامر الحمود لاستغلال اسم المسلسل لصالحهما دون أخذ موافقة خطية من صاحبه الصادر له الإذن الرسمي باسمه وباسم مؤسسته عن جميع الأجزاء اعتباراً من الجزء الرابع وحتى الجزء السادس عشر، بمعدل 100.000 ريال عن كل جزء، وجاء في أحد فقرات القرار بأن يأخذ تعهد على ناصر القصبي وعبد الله السدحان بعدم إنتاج المسلسل الكوميدي مستقبلاً بعد الجزء السادس عشر باسم (طاش ما طاش) واختيار اسم آخر لهما لحفظ حقوق هذا المسمى إلا بعد أخذ الموافقة الخطية من صاحب الحق على ذلك.

## الممثلون المشاركون

### بطولة
- عبد الله السدحان
- ناصر القصبي

### تمثيل

#### من السعودية
| - جعفر الغريب - ريم عبد الله - يوسف الجراح - فهد الحيان - مشعل الدايل - محمد العيسى - محمد الطويان - عبد الله المزيني - عبد الإله السناني - عبد الله السناني - ميسون الرويلي - عبد العزيز المبدل | - عبد العزيز السكيرين - حبيب الحبيب - أحمد الهذيل - سعد المدهش - سعد الصالح - أسماء الحسن - حمد المزيني - إبراهيم الحساوي - محمد الزهراني - سناء بكر يونس - بشير الغنيم | - ناجية الربيع - راشد الشمراني - خالد سامي - حسن عسيري - يوسف اليوسف - علي إبراهيم - نايف المالكي - خالد العليان - وجنات الرهبيني - علي المدفع - عبد العزيز الفريحي - طارق الحربي | - سمير الناصر - فايز المالكي - مشعل المطيري - بكر الشدي - نوال محمد - محمد بخش - ليلى السلمان - شيرين حطاب - أغادير السعيد - مريم الغامدي - شافي الحارثي - نايف خلف | - أحمد العبيد - ريماس منصور - محمد المفرح - ماجد مطرب - صالح الحناكي - بدور عبد الله - أفنان فؤاد - خالد منقاح - نواف الجابر - فيصل العيسى - شعيفان محمد - سليمان المقيطيب - سلطان النفيسي |

#### من دول الخليج العربي
| - زينب العسكري - هيفاء حسين - لطيفة المجرن - إبتسام العطاوي - فضيلة المبشر - سمية الخنة - سعاد علي | - زهرة عرفات - حورية عرفات - شيماء سبت - أمينة القفاص - أميرة محمد - زهور حسين - شمعة محمد | - مريم الصالح - حسن البلام - هيا الشعيبي - صمود - ملاك - هدى الخطيب - بوهلال |

#### من الدول العربية
| - عبير عيسى - ناريمان عبد الكريم - قمر الصفدي - أمل حسين - داوود جلاجل - زهير النوباني - هشام يانس - أمل الدباس - نجلاء عبد الله - هيام جباعي - رنا أبو غالي - صفاء سلطان - عبد الكريم القواسمي | - يوسف داود - عبير أحمد - مها عز الدين - صبري عبد المنعم - غريب محمود - لمياء طارق - مونيا - آسيا كمال - عبدالرحيم الشربجي - جهاد سعد - صفاء رقماني - ليلى سمور - ريفان كنعان - خالد السيد - رندة مرعشلي |

#### من دول العالم
- ثريا رشيد[13]

#### مشاهير ظهروا في المسلسل
- خالد السعيد، مذيع سعودي ومقدم برامج تلفزيونية.
- ناصر الراجح، مذيع سعودي يعمل في تقديم البرامج الإذاعية في إذاعة البرنامج العام في الرياض.
- بدر الفرهود مذيع سعودي ومقدم برامج تلفزيونية في القنوات الرياضية السعودية
- محمد السليم، مونلوج سعودي كان يقدم أعماله في الكاسيتات بدءا من 1988 قبل أن يتوقف عام 2002.
- إبراهيم الفريان، اعلامي سعودي. الملقب بملك الفلاشات.
- شعبان عبد الرحيم، مغني شعبي مصري.

## توقف المسلسل
أعلن بطلا المسلسل ناصر القصبي وعبد الله السدحان عن توقف المسلسل بعد عرض الجزء الخامس في رمضان 1418 هـ الموافق 1997م وأيضاً أعلن البطلان مرة أخرى عن توقف المسلسل بعد عرض الجزء العاشر في رمضان 1423هـ الموافق 2002م لكن لم يتم ذلك واستمر لخمس مواسم أخرى، بعد ذلك توقف المسلسل بعد عرض الجزء الخامس عشر عام 2008م واستبدل بمسلسل كلنا عيال قرية. إلا أنه عاد مرة أخرى في جزءه السادس عشر وعرض في شهر رمضان 1430 هـ / 2009م على قناة أم بي سي.
والجزء السابع عشر على قناة ام بي سي في رمضان 1431 هـ / 2010م. والجزء الثامن عشر على قناة ام بي سي في رمضان 1432 هـ / 2011م. إلا أنه تم بالفعل عن توقف المسلسل نهائياً بعد نهاية الجزء الثامن عشر في عام 2011 / 1432 هـ باتفاق بين الطرفين ناصر القصبي وعبد الله السدحان والبحث عن البديل لاحقاً.
وقام عبد الله السدحان بالتعليق على توقف العمل قائلاً: اتفقنا أنا وناصر القصبي على توقف «طاش» وعدم إنتاج جزء جديد في رمضان المقبل، بعد ان طالب ناصر بفصل مؤسسة الهدف التي يملكها ناصر وعبد الله، حيث استقر ناصر وعائلته في مدينة دبي. وتمّ ذلك بشكل سلس ودون أي مشاكل، ووافقنا الرأي عبد الرحمن الزايد. والحقيقة، أن ناصر يريد أن يتوقف عن تقديم أي عمل فني هذا العام، استراحةً من تعب متواصل لفترة طويلة. ولكن، هذا لا يعني انتهاء «طاش»، فربما يكون «طاش 19» موجوداً العام المقبل، أو ربما لا نقدّمه مجدداً، ونقدّم عملاً آخر مثل جزء جديد من «كلنا عيال قرية»، أو أي عمل فني جديد يجمعني بالقصبي.

## الحلقات الممنوعة
بدأ منع الحلقات بدءا من الجزء الخامس، ومنعت بعض الحلقات في عدة أجزاء نظراً لحساسيتها، وهذه قائمة باسم الحلقات الممنوعة من مختلف الأجزاء:
- يا تلفزيون يا (طاش 5)
- نقل مدرسة (طاش 5)
- 911 (طاش 6)
- فياجرا يا فياغرا (طاش 6)
- معاً يد بيد (طاش 6)
- والله حاله (طاش 6)
- الحلم والعلم (طاش 7)
- الحقوني (طاش 8)
- حمار اللجنة (طاش 8)
- ايديس (طاش 8)
- مقاطع رغم أنفه (طاش 9)
- طاشستان (طاش 10)
- لا يصح إلا الصحيح (طاش 11)
- كرسي الاعتراف (طاش 11)
- سلطة الجماهير (طاش 13)
- الثقة العمياء (طاش 13)
- صالون الهيئة (طاش 14)
- شهيبان (طاش 14)
- عليكم باراك وعلينا أوباما (طاش 16)
- الصداعون (طاش 16)
- التطوير (طاش 16)

## أبرز كتاب حلقات المسلسل

غلاف كتاب معارك طاش ما طاش

استعان طاقم العمل ببعض الكتاب والروائيين والصحافيين لكتابة حلقات المسلسل منذ الموسم الثالث.
- عبد الله بخيت 10,5,4
- ناصر العزاز 17,16,15,14,13,12,11,10,9,8,7,6,5,4,3
- محمد الطويان 6,4
- مشعل العنزي 12
- خلف الحربي 17,12,11,10,9,8
- مازن طه 11
- عبد الخالق الغانم 13,12,6
- داود الشريان 13,6
- عنبر الدوسري 18,17,16,15,14
- سعد المدهش 17,16,15,14,13,12
- عبد الرحمن الوابلي 17,16,15.14,13,12,11
- حازم الجريان 17
- عبدالله بجاد 18,10
- فهد العبد اللطيف 18
- احمد الفهيد 15,14,13,12,11
- عبدالعزيز المدهش 17
- محمد الفوزان 12
- خالد الفراج 14,12
- علاء حمزة 12

## الحلقات الفائزة بجوائز في طاش ما طاش
استعان طاقم العمل بالجمهور لكتابة حلقات المسلسل منذ الموسم الثامن، ووضع مكافئات لكل فكرة، حيث كانت هناك جوائز لأفضل ثلاث أفكار، قيمة الجائزة الأولى 25 ألف ريال والثانية 15 ألف ريال والثالثة 10 آلاف ريال.

### طاش 8
المركز الأول: الاحتراف خلف الحربي 
 المركز الثاني: الدلة السحرية احمد الرميح 
 المركز الثالث: التبديل حامد علي الغامدي

### طاش 9
المركز الأول: بيت العزيزية بدر الدخيل 
 المركز الثاني: وين اللي يصمل محمد القحطاني 
 المركز الثالث: شيك بدون رصيد عبدالله الغامدي

### طاش 10
المركز الأول: فارس القبيلة محمد الفهادي محسن الشهري 
 المركز الثاني: اباء نت رائد درويش 
 المركز الثالث: افتتاح مطعم

### طاش 11
المركز الأول: بدون محرم عبدالرحمن الوابلي 
 المركز الثاني: بالرفاه والبنين ماهر الشويعر 
 المركز الثالث: ما فيه أحد احمد الفهيد

### طاش 12
المركز الأول: واتعليماه محمد الفوزان 
 المركز الثاني: الانتخابات محمد الفراج 
 المركز الثالث: علشان خاطر عيونك مشعل العنزي

## ألحان مقدمة المسلسل
- خالد العليان 18,17,16,15,14,13,12,10,9,8,7,6,5,4,3,2,1
- عامر جعفر 11

## الموسيقى التصويرية
- خالد العليان 1,2,3,4
- وليد الهشيم 7,6,5
- احمد أسدي 8
- محمد كامل 9
- ماهر الحلو 18,17,15,12,10
- عامر جعفر 11
- اياد الريماوي 16

## الدول التي تم التصوير فيها
- السعودية
- الإمارات العربية المتحدة
- البحرين
- الأردن
- مصر
- لبنان
- سوريا
- الهند
- جمهورية التشيك
- المملكة المتحدة
- الولايات المتحدة

## الأحياء التي تم التصوير بها في الرياض
حي العليا مثل حلقة الطحينية
حي السويدي مثل حلقة الليموزين
حي الورود مثل حلقة الشحاذة ليمتد
حي الملك فهد مثل حلقة نساء بدون محرم
حي ظهرة البديعة أيضا مثل حلقة الليموزين
حي المروج مثل حلقة المميز
حي الشفا مثل حلقة المحفظة
حي الملز مثل حلقة الهاتف
حي الصحافة (الرياض) مثل حلقة الكستنائي ياهوو
حي الياسمين مثل حلقة طارة أبو مساعد
حي منفوحة مثل حلقة واشرطتاه.

## أبرز الشخصيات التي قدمت بالمسلسل
- أبو مساعد 18,17,16,15,14,13,12,11,10,9,8,7,6,5,4,3
- أبو علي. 18,17,16,15,14,13,12,11,10,9,8,7,6,5,4
- فؤاد 18,17,16,15,14,13,12,11,10,9,8,7
- عليان وسعيدان. 18,17,16,15,14,13,12,11,0,9,8,7,6,5,4,3,2,1
- مصطفى. 13,12,10,9,7
- هزار. 14,13,12,11,10,9,8,7,6,5,4
- حمود ومحيميد. 18,17,16,15,14,13,12,11,10,9,8,7,6,5,4,3,2,1
- أبو زنيفر. 18,17,10,9,8,7,6,5,4
- سراج طرطشلي
- عبد الله محمد صالح الصرفان.
- أبو حسين 18,17,16,15,14,13,12,11,10,9,8,7,6,5,4,3,2,1
- هدبدب 18,17,16,15,14,13,12,11
- اسعد عمر قلي
- عدنان
- أبو هزار
- أبو نزار

## كتاب معارك طاش ما طاش
معارك طاش ما طاش كتاب قامت بتأليفه الدكتورة بدرية البشر، ويتحدث الكتاب عن بعض الحلقات التي أثارت جدلا وسط المجتمع السعودي وعن ثقافة التحريم.

## وصلات خارجية
- طاش ما طاش على موقع IMDb (الإنجليزية)
- طاش ما طاش على موقع قاعدة بيانات الفيلم (الإنجليزية)